# المسيحية في غواتيمالا

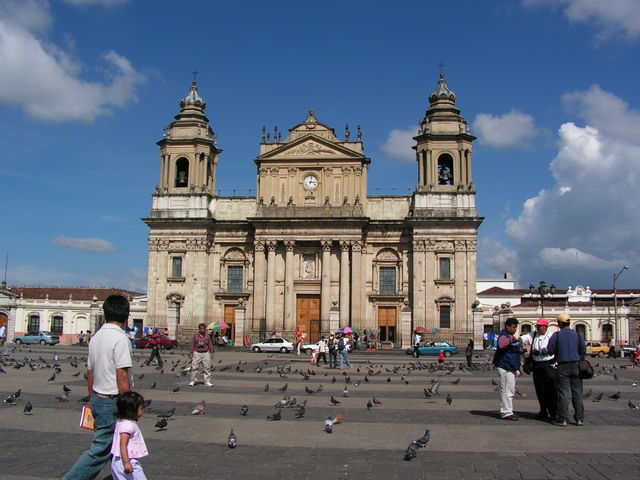
كاتدرائية متروبوليتانا في مدينة غواتيمالا.

المسيحية في غواتيمالا هي الديانة الغالبة، ولا تزال المسيحية قوية وحيوية لحياة المجتمع الغواتيمالي، لكن تكوينها الطائفي قد تغير عبر أجيال بسبب الاضطرابات الاجتماعية والسياسيَّة. وجدت دراسة قامت بها مركز بيو للأبحاث في عام 2010 أنَّ حوالي 95.2% من سكان غواتيمالا هم من المسيحيين، ويعتنق بين 50% إلى 60% من السكان الكاثوليكية بينما يُشكل البروتستانت 40%، أما 3% فيتبعون الأرثوذكسية الشرقية ويعتنق 1% العقائد الأصلية للمايا. كانت الكاثوليكية دين الدولة الرسمي خلال الحقبة الإستعماريَّة، وحتى عقد 1970 كانت الديانة الساحقة لسكان البلاد، ولكن منذ عقد 1970 على مدى العقدين الماضيين، ولا سيّما منذ نهاية الحرب الأهلية الغواتيمالية، شهدت البلاد ازدياد في أعداد البروتستانت وأتباع المذهب الإنجيلي، وتنتشر بشكل بشكل خاص بين شعب المايا.

## تاريخ

### الحقبة الاستعمارية

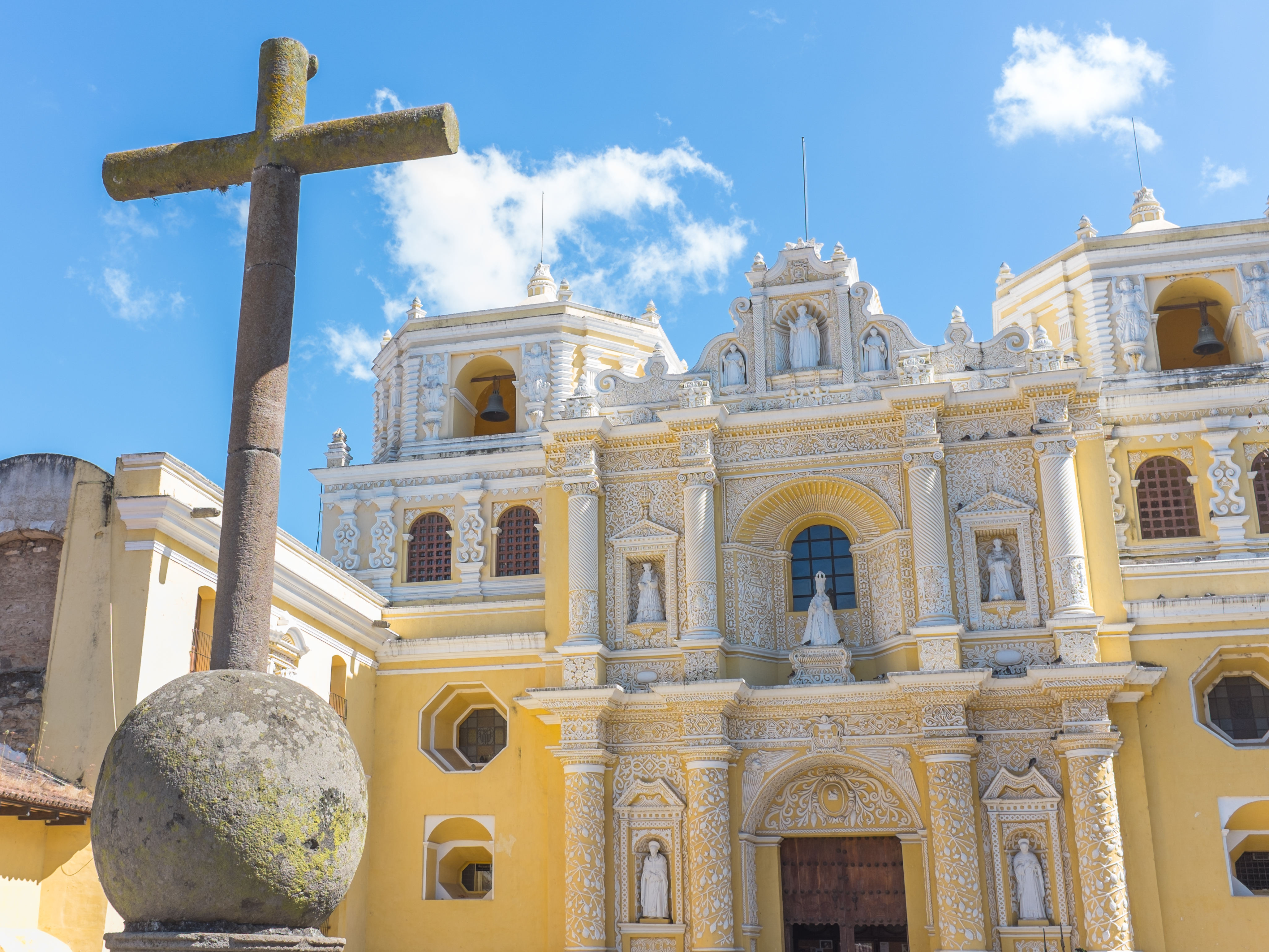
كنيسة لا مارسيدس في انتيغوا غواتيمالا.

قبل مجيء الغزاة الأسبان في القرن السادس عشر، كانت غواتيمالا موطنًا لمدن المايا العظيمة مثل تيكال، وبيدراس نيغراس، وواكساكتون وزاكوالبا. قام الإسباني بيدرو دي ألفارادو في غزو غواتيمالا عام 1524. أقام رجال الدين خوان جودنييز وخوان دياز في منطقة شعوب الكيتشي مقرًا مؤقتًا لمجموعاتهم، وتم اختيار هذا الموقع لبناء أول كنيسة في غواتيمالا. خضعت تلك الكنيسة لمجموعة «كونسيبسيون لاكونكيستادورا». تم إعادة تسمية منطقة تزاكاها لتصبح سان لويس سالكاخا. تم الاحتفال بأول عيد قيامة في غواتيمالا في الكنيسة الجديدة حيث تم تعميد أعضاء الطبقات العليا من السكان الأصليين. على مدى المائتي عام التالية فرض الحكم الاستعماري تدريجياً المعايير الثقافية الإسبانية على الشعوب المقهورة. أنشأت المستعمرات الإسبانية مستوطنات جديدة بُنيت على الطراز المعماري الإسباني، والتي ضمت على ساحة مركزية وكنيسة ومبنى البلدية الذي كان يضم الحكومة المدنية، والمعروفة باسم مجلس البلدية. وكان الإسبان وأحفادهم (الكريول) يديرون الحكومة المدنية مباشرةً أو كانوا يسيطرون عليها. كان إدخال المذهب الكاثوليكي هو المحرك الرئيسي للتغيير الثقافي، وأدى إلى التوفيق الديني. ويُقدر أن 60% من سكان غواتيمالا الحديثين هم من شعب المايا، ويتركزون في المرتفعات الوسطى والغربية. كان الجزء الشرقي من البلاد موضع هجرة إسبانية مكثفة ولعمليات هسبنة. وانقسم المجتمع الغواتيمالي إلى نظام طبقي قائم إلى حد كبير على العرق، حيث تواجد الفلاحين والحرفيين من شعب المايا في الأسفل، وشكلَّ البيروقراطيون والعمال ذوو الأعراق المختلطة الطبقة الوسطى. وشكلت النخبة الكريولية من الأصول الأوروبية الخالصة معظم أبناء الطبقة العليا.
مع بيدرو دي ألفارادو قدم إلى البلاد المبشرون الكاثوليك الأوائل: الأوغسطينيون والميرسيداريون والفرنسيسكان والدومينيكان واليسوعيون، والذين ساهموا في تبشير سكان المايا الأصليين وتعزيز الثقافة الغربية والثقافة المسيحية من خلال بناء شبكة واسعة من المدارس بمختلف أنواعها. وكان من بين أوائل المبشرين خوان توريس الذي كتب كُتب تعليمية من ضمنها «كتاب تعاليم الكنيسة الكاثوليكية» في لغة شعب كيتشي، وخوان جودينيز مؤلف كتاب التعليم المسيحي باللغتين الهنديتين؛ وفرانسيسكو بارا الذي ابتكر خمسة أحرف ليست في الأبجدية الأوروبية للتعبير عن الأصوات الهندية أثناء إعداد مادة التعليم المسيحي. وأقام الرهبان مدن استيطانية، والتي كانت أيضًا مسرحًا لجهد تبشيري خاص من قبل الرهبان الدومينيكان. وقامت مجموعة من الرهبان برئاسة بارتولومي دي لاس كاساس بما في ذلك رودريغو دي لادرادا، وبيدرو دي أنغولو، ولويس كانسر، ودومينغو أنطونيو دي فيكو بتأليف قصائد باللغات الأصلية تحكي عن الروايات الكتابية عن خلق العالم، وحياة يسوع من خلال موسيقى بسيطة. تم نشر هذه الأغاني من قبل الباعة المتجولين المسيحيين. وحقق الرهبان الأربعة نجاحًا كبيرًا في مثل هذه الأساليب. أُقيمت الكنيسة الأسقفية في فيراباز عام 1599، لكنها أُلغيت عام 1607. ومع ذلك استمرت الإرساليات تحت مسؤولية الرهبان الدومينيكان.

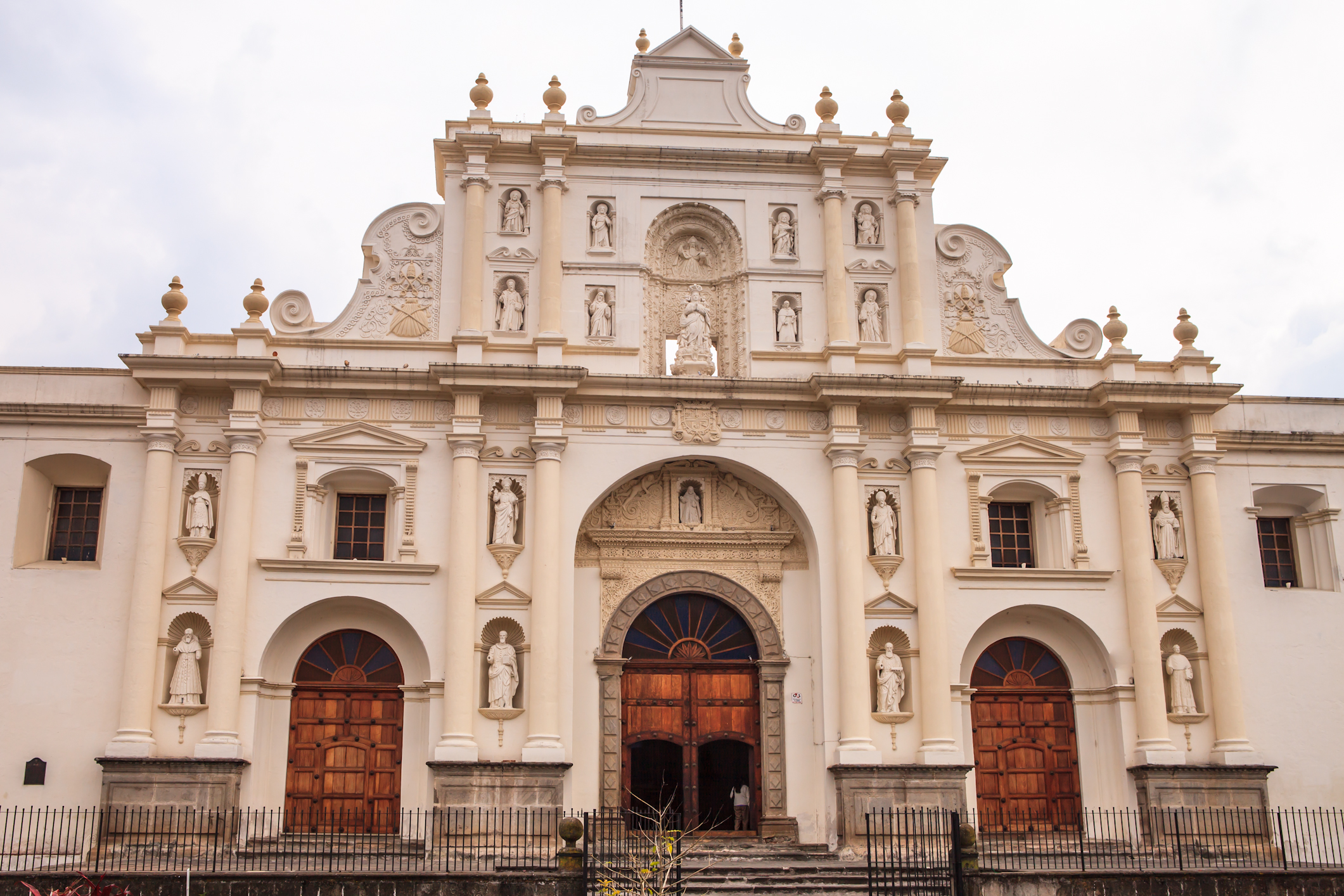
كاتدرائية القديس يعقوب في انتيغوا غواتيمالا.

خلال الحقبة الإستعماريَّة (1519–1821) لعبت الكنيسة دوراً هاماً في إدارة ممتلكاتها في المنطاق الواقعة خارج التاج الإسباني، وتأسست أول أبرشيات في ليون في نيكاراغوا وفي مدينة غواتيمالا في عام 1534، وأنشئت أبرشية أخرى في تشياباس في عام 1539. وكانت كل من أبرشيات غواتيمالا وتشياباس تابعة لأبرشية إشبيلية، حتى عام 1546 عندما وضعت تحت سلطة أبرشية المكسيك. وأُدخلت أبرشية ليون إلى نطاق أبرشية ليما في عام 1546. وقد أنشئت أبرشية أخرى قصيرة العمر في إدارة ألتا فيراباز عام 1559. وعلى طول ساحل البحر الكاريبي، كانت هناك عدة محاولات لإنشاء أبرشية في هندوراس والتي نجحت في النهاية في عام 1561، مع إنشاء أبرشية كوماياغوا والتي التي وضعت تحت إدارة أبرشية سانتو دومينغو. وكانت سلطة الكنيسة الكاثوليكية على مواطني الإمبراطورية الإسبانية مطلقة، وقامت الكنيسة ببناء شبكة واسعة من المدارس والجامعات والمشافي؛ وأسست الكنيسة الكاثوليكية الجامعة الملكية والجامعة الحبريَّة في سان كارلوس بوروميو في عام 1676، والتي تطورت من كلية سانتو توماس دي أكينو التي تأسست قبل فرانسيسكو ماروكين أول أسقف كاثوليكي للبلاد عام 1562، والتي بقيت تحت سلطتها حتى عام 1829 مع استقلال البلاد وتحول الجامعة لمؤسسة علمانية تحت اسم جامعة سان كارلوس دي غواتيمالا، وكانت الجامعة قد تأسست خلال الحقبة الإستعمارية في القرن السابع عشر، بعد أن أعطى الكرسي الرسولي الموافقة على بنائها. قامت الجامعة بتدريس القانون المدني والكنسي، واللاهوت، والفلسفة، والطب واللغات الأصلية. بعد الاستقلال عام 1821، كانت تسمى الجامعة تسمى بالحبريَّة فقط.

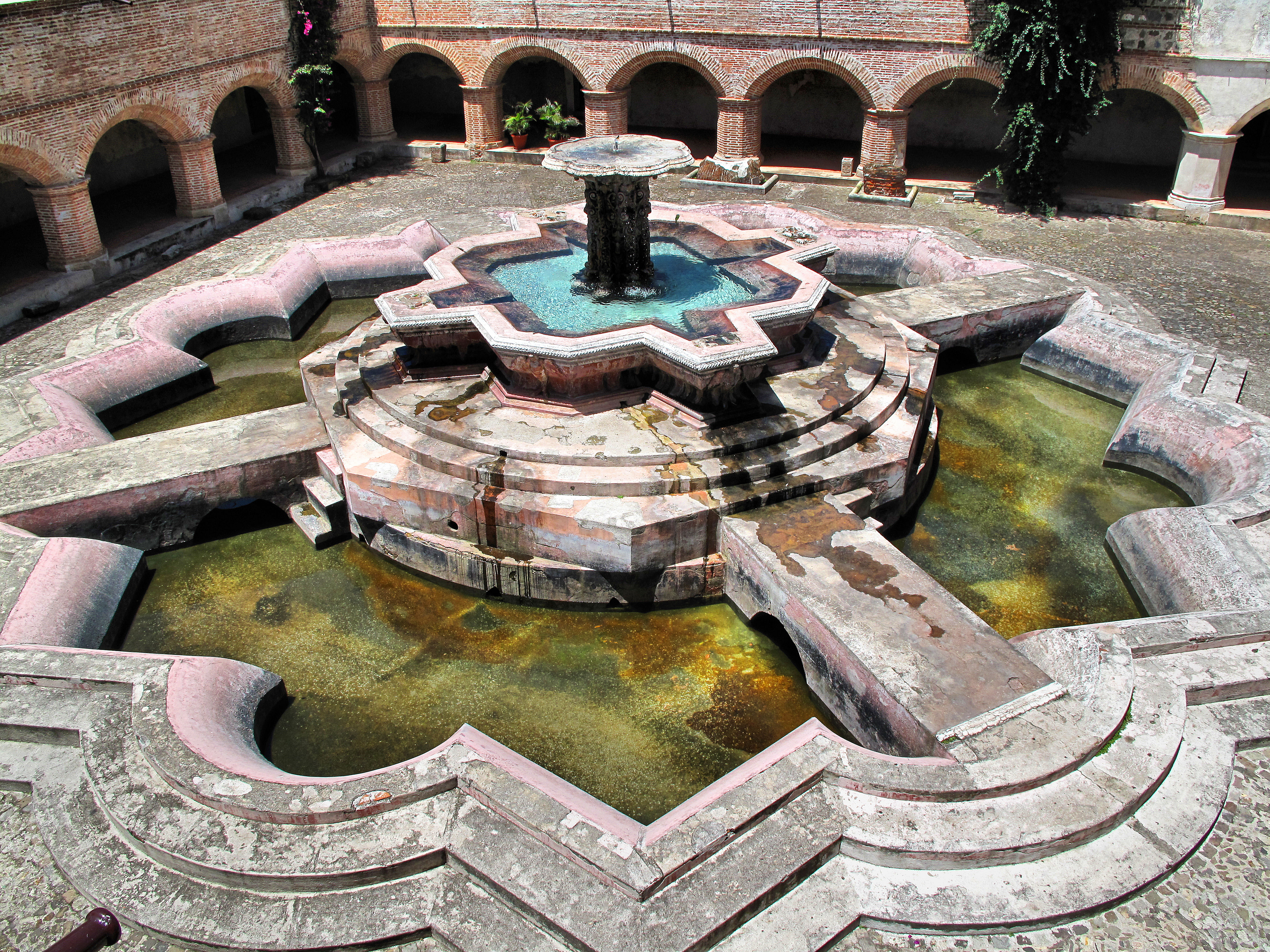
حوض الوضوء (الكانثار) في دير لا مارسيدس.

أعاد المبشرون الإسبان والكنيسة الهرمية تشكيل الحياة الاجتماعية والعائلية حول الكاثوليكية. ووضعت الثقافة الغواتيمالية الكاثوليكية قيمة عالية للأسرة، وحبذت الثقافة الكاثوليكية الغواتيمالية على إنجاب الأطفال باعتبارهم من أهم القيم في الحياة الأسرية. غالبَا ما تميل الأسر المسيحيَّة اللاتينية إلى أن تكون متماسكة ولديها علاقات متينة مع الأسرة الموسعة والتي تشمل الأقرباء، تٌرّكز الثقافة المسيحية الكولومبيَّة على دور الأجداد في تنشئة الأطفال. وتلعب الأسرة الممتدة دورًا هامًا للعديد من العائلات المسيحية الكولومبيَّة، وتعتبر لبّ وقلب التجمعات العائليّة الطقوس الدينية التي تُقام في الكنيسة الرومانية الكاثوليكية على وجه الخصوص. مثل التعميد، وأعياد الميلاد، وأول قربانة، والتثبيت، وحفلات الزفاف. ويلعب العرّاب دورًا هامًا في هذه الطقوس. عززت جهود الرهبان الدعوات بين الرجال والنساء من جميع الطبقات الاجتماعية، مما مكن الخريجيين من المعاهد الإكليريكية تدريجياً من استبدال أولئك الذين قدموا من إسبانيا. كما عززت الكنيسة المعرفة، حيث أسس بيدرو دي ليفانا أول أكاديمية أدبية في الأمريكتين، بمساعدة أوجينيو دي سالازار إي ألاركون. ومن بين المؤرخين واللغويين الراهب أنطونيو ريميسال وفرانسيسكو فاسكويز ورافائيل دي لانديفار وكاباليرو وفرانسيسكو خيمينيز وباكيلير دومينغو دي خوروس. وتُرجم كتاب «تاريخ مملكة غواتيمالا» لجواروس إلى اللغة الإنجليزية، ومن بين علماء الفترة الاستعمارية المتأخرة الفلاسفة والرهبان بيدرو دي زابيان وميغيل فرانشيسش.

### الاستقلال

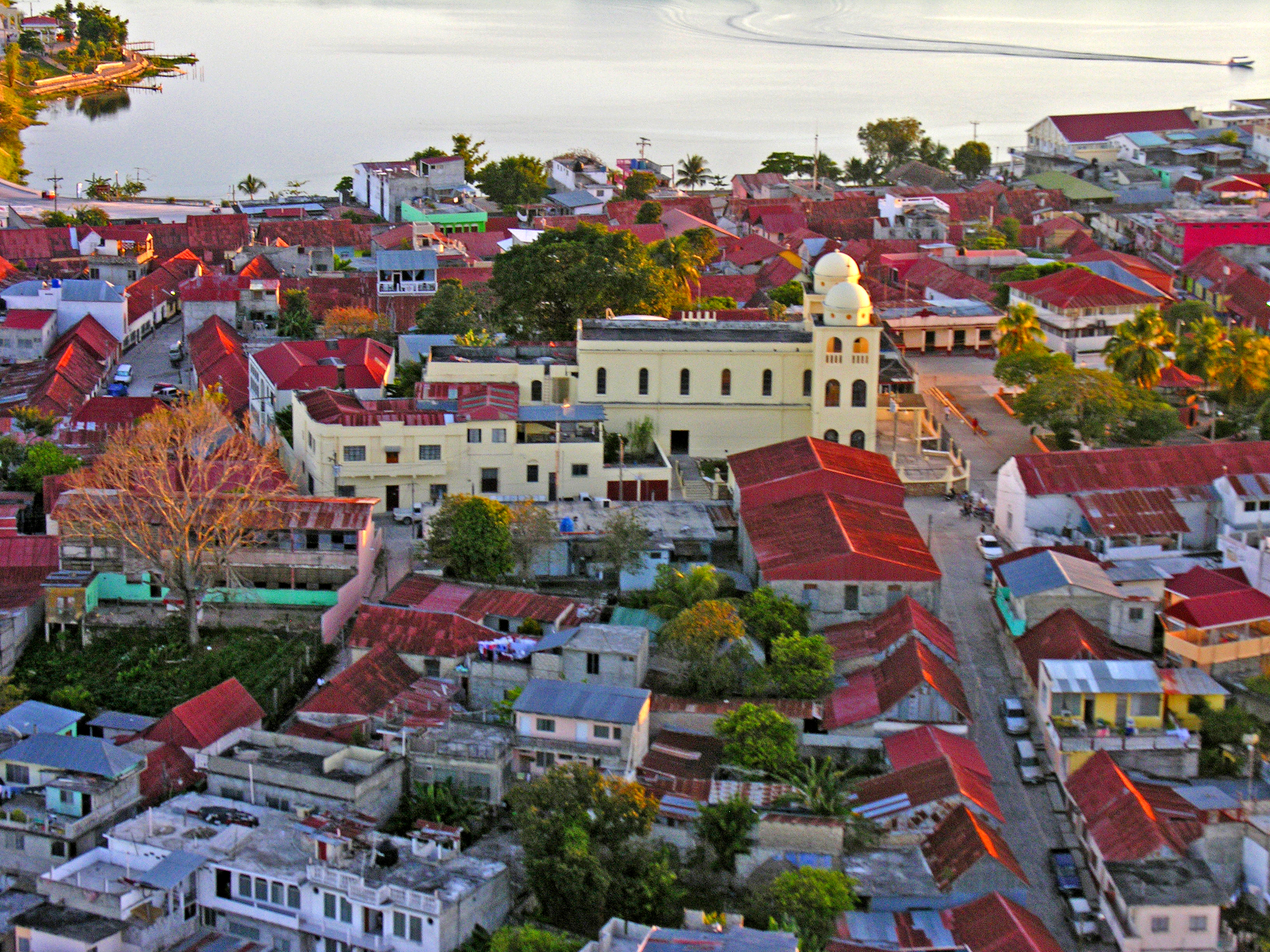
كاتدرائية تتوسط مدينة فلوريس.

بعد استقلال البلاد في 15 سبتمبر من عام 1821 أصبحت ممتلكات الرهبان اليسوعيين ممتلكات عامة وتمت مصادرتها والتي أدت إلى العديد من الدعاوى القضائية ضد الحكومة واستمرت حتى عام 1829، عندما تم طرد رجال الدين المنتظمين وعشيرة أيسينينا الكاثوليكيَّة المرموقة والمحافظة من أمريكا الوسطى بعد غزو الجنرال الليبرالي فرانسيسكو مورازان وإنشاء حكومة علمانية. وأصدرت الحكومة الليبرالية الجديدة مرسومًا يقضي بضرورة تحويل كل ممتلكات الكنيسة الكاثوليكية المصادرة إلى مدارس ابتدائية وفصول دراسية بالجامعة إلى جانب القضاء على القوة الاقتصادية للأرستقراطيين والكنيسة الكاثوليكيَّة. وكان رجال المنتظمين لديهم مشاكل مع زعماء أمريكا الوسطى لأنهم كانوا يحتكرون التجارة والسلطة خلال الإستعمار الاسباني. تسببت هذه الإصلاحات في تكوّن الكثير من العداءات القوية ضده، وشهدت فترة حكمه صراعًا مريرًا بين الليبراليين والمحافظين. ولكن بسبب مهارته العسكرية، استطاع مورازان أن يحتفظ بالسلطة حتى عام 1837، وهو الوقت الذي ضعفت فيه الجمهورية الفيدرالية. استغل القادة المحافظون تلك الفرصة وتجمعوا حول قيادة رافائيل كاريرا لحماية مصالحهم، حتى انتهى الأمر بأن تم تقسيم جمهورية أمريكا الوسطى الفيدرالية إلى خمس دول. وفي فبراير من عام 1839 دخلت قوات رافائيل كاريرا الثورية مدينة أنتيغوا غواتيمالا طالبين فتح الكاتدرائية لإستعادة النظام في المجتمعات الكاثوليكية.
في عام 1854 تم توقيع معاهدة بين رافائيل كاريرا والكرسي الرسولي وكان كاريرا مدعوم من الكنيسة الكاثوليكية وعشيرة أيسينينا الكاثوليكيَّة المرموقة، وقد وقعت الإتقافيَّة في عام 1852 وصادق عليها كلا الطرفين في عام 1854. من خلال هذا أعطت حكومة غواتيمالا حق التعليم الديني الرسمي للشعب الغواتيمالي إلى مؤسسات الكنيسة الكاثوليكية، وأصبحت الحكومة ملتزمة باحترام ملكية الكنائس والأديرة، وتم فرض العُشور الإلزامية، وسمح للأساقفة بفرض الرقابة على ما يتم نشره في البلاد؛ في المقابل حصلت غواتيمالا على إعفاءات لأعضاء الجيش، وسُمح لأولئك الذين حصلوا على الممتلكات التي استولى عليها الليبراليون من الكنيسة في عام 1829 للحفاظ على هذه الممتلكات، وتلقت الضرائب الناتجة عن ممتلكات الكنيسة، وكان لها الحق للحكم على بعض الجرائم التي يرتكبها رجال الدين بموجب القانون الغواتيمالي. تم تصميم هذه الاتفاقية بواسطة خوان خوسيه دي أيسينينا وبينول وهو رجل دين من عشيرة أيسينينا ومدير جامعة سان كارلوس دي غواتيمالا، ولم يتم إعادة تأسيس العلاقة مع الكنيسة فحسب بل تم تعزيز العلاقة بين الكنيسة والدولة في غواتيمالا. وضلت الإتقافية سارية المفعول حتى سقوط حكومة المحافظين مع المشير فيسنتي سيرنا ذ سيرنا.

### العصور الحديثة
أدت الثورة الليبرالية عام 1870، بقيادة غارسيا غرانادوس وخوستو روفينو باريوس بقمع الأوامر الدينية الكاثوليكية والاستيلاء على جميع ممتلكاتهم ونفي الكهنة وإغلاق المدارس الكاثوليكية والسماح بالزواج المدني والطلاق علمنة المقابر والمدارس، وفصل الكنيسة عن الدولة واضطهاد الكاثوليك. بدأ البروتستانت لأول مرة للوصول إلى غواتيمالا في عام 1882 نتيجة لرغبة الرئيس خوستو روفينو باريوس للطعن في سلطة الكنيسة الرومانية الكاثوليكية. ودعا العديد من المبشرين المشيخيين والميثوديين والمعمدانيين، ولكن فقط عندما وصل المبشرين الخمسينيين من الولايات المتحدة رأت غواتيمالا تدفق في المتحولين البروتستانتية. وظل البروتستانت جزءًا صغيرًا من السكان حتى أواخر القرن العشرين، عندما شهدت مجموعات بروتستانتية مختلفة طفرة ديموغرافية تزامنت مع تزايد العنف خلال الحرب الأهلية في غواتيمالا. وانتشر البروتستانت بشكل خاص بين الطبقات الأكثر فقراً والعمال؛ واستمروا في تحقيق تقدم حتى في القرن الحادي والعشرين، وإن كان ذلك في جو من التسامح المتزايد.
كانت الكنيسة الكاثوليكية التي تمتلك حصة كبيرة من السلطة في أمريكا الوسطى خلال الحقبة الإستعمارية، تخسرها تدريجياً بعد التحرر من إسبانيا. أولاً كان نضال الليبراليين هم الذين استولوا على السلطة من المحافظين الغواتيماليين ومن بينهم كان رجل الدين الأكبر في الكنيسة؛ فقد كل من المحافظون والكنيسة حصتهم بالسلطة السياسيَّة في مقاطعات أمريكا الوسطى وكانت غواتيمالا آخر معقل لهم. في عام 1838، مع سقوط الرئيس الليبرالي ماريانو جالفيز، وبعد وفاة كاريرا في عام 1865، شهدت غواتيمالا محاولة الليبراليين للإستيلاء على السلطة مرة أخرى، من خلال الثورة الليبرالية في عام 1871. ومنذ ذلك الوقت، أحتدمت الهجمات على كبار رجال الدين من الكنيسة الكاثوليكية في غواتيمالا، وتم فرض التعليم العلماني، وحرية الدين، وطردت العديد من المنظمات الدينيَّة ومصادرة العديد من ممتلكات الكنيسة. هذا الوضع استمر طوال كل الحكومات الليبرالية التي تلت ذلك، وحتى ثورة أكتوبر عام 1944، والتي أدّت إلى تفاقم المشكلة الدينية حيث لم تعد الهجمات نحو الكنيسة فقط اقتصادية، ولكن أيضاً دينيَّة، حيث بدأ العديد من الثوار لإعلان عن عدم الانتماء لأي ديانة.
نفذَّ خوان خوسيه أريفالو إصلاحات اجتماعية، بما في ذلك قوانين الحد الأدنى للأجور، وزيادة التمويل التعليمي، والاقتراع شبه العام (باستثناء النساء الأميات)، وإصلاحات العمل. لكن العديد من هذه التغييرات أفادت فقط الطبقات المتوسطة العليا ولم تفعل سوى القليل للعمال الزراعيين الفلاحين الذين كانوا يُشكلون غالبية السكان. على الرغم من أن إصلاحاته كانت معتدلة نسبيًا، إلا أنه كان مكروهًا على نطاق واسع من قبل حكومة الولايات المتحدة، والكنيسة الكاثوليكية، وكبار ملاك الأراضي، وأرباب العمل مثل شركة الفواكه المتحدة، وضباط الجيش الغواتيمالي، الذين رأوا حكومته على أنها غير فعالة وفاسدة ومتأثرة بشدة.

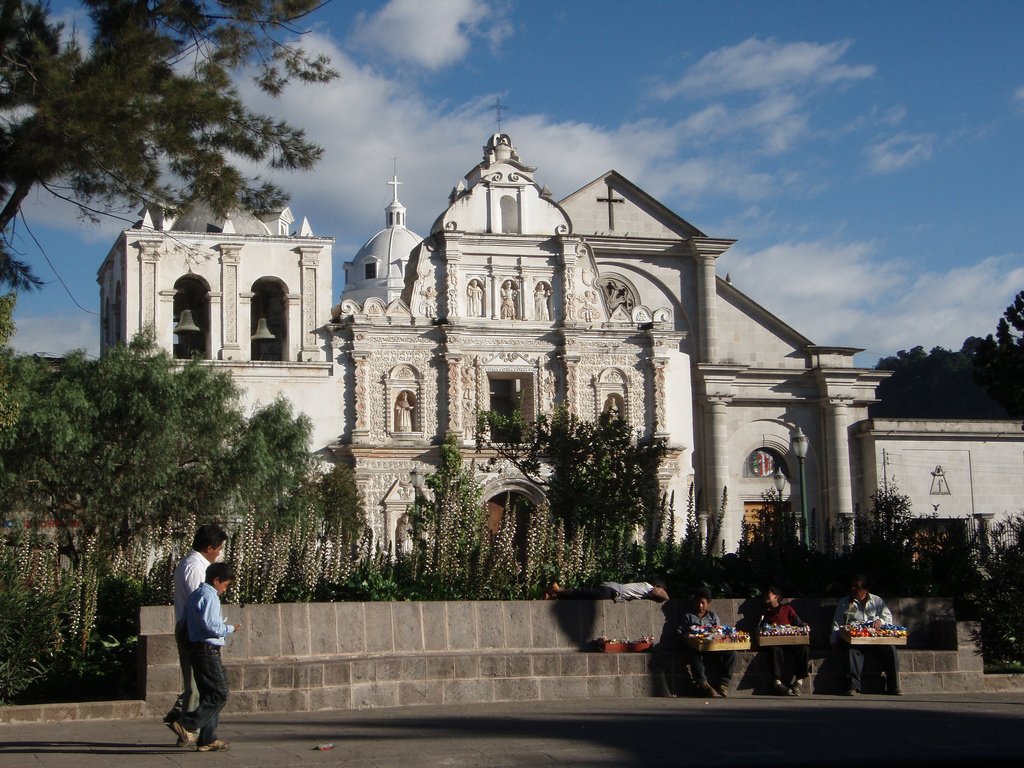
كاتدرائية كويتزالتنانغو.

قبل عام 1951، وجد المطران ماريانو روسيل أريلانو وجوب استرداد وضع النخبة من الكنيسة الكاثوليكية في غواتيمالا، ولهذا السبب قد تحالف مع مصالح شركة يونايتد فروتس من خلال حركة التحرير الوطني والتي هدفت إلى الإطاحة الثوريَّة للحكومات التي وُصفت بالملحدين والشيوعيين. في عام 1951، استولت حكومة ليبرالية على السلطة، وسُمح للكنيسة باستعادة استقلالها عن الحكومة. استؤنفت العلاقات الدبلوماسية في نهاية المطاف مع الكرسي الرسولي. ومع ذلك، كانت الحكومة اليسارية قادرة على سن القليل من الإصلاحات تحت ضغط من القوى المحافظة الراسخة. على مدى العقود الثلاثة والنصف التالية، شهدت البلاد اضطرابات سياسية مستمرة، بما في ذلك عنف حرب العصابات، والتدخل العسكري، والتلاعب من قبل وكالة المخابرات المركزية الأمريكية والعديد من انتهاكات حقوق الإنسان التي كانت ترعاها الحكومة. تحدثت الكنيسة باستمرار ضد الانتهاكات، وكانت نشطة في جهود الوساطة لإنهاء سنوات من الحرب الأهلية.
في 16 مارس من عام 1968، قام الخاطفون بخطف رئيس الأساقفة الكاثوليكي ماريو كاساريغو إي أسيفيدو على بعد 100 ياردة من القصر الوطني بحضور قوات مدججة بالسلاح ورجال شرطة. وأعتزم الخاطفون والذين ربما يكونون أعضاء في قوات الأمن بناء على أوامر من القيادة العليا للجيش تنظيم حادثة لراية كاذبة من خلال تورط قوات حرب العصابات في عملية الخطف. كان رئيس الأساقفة معروفًا بآرائه المحافظة للغاية وأعتبر أنه ربما نظم «خطفًا ذاتيًا» للإضرار بسمعة العصابات. ومع ذلك رفض أن يواكب المخطط وأعتزم خاطفوه «خلق أزمة قومية من خلال مناشدة معاداة الشيوعية للسكان الكاثوليك»، وأطلق سراح رئيس الأساقفة بعد أربعة أيام من خطفة. في القرن العشرين، حصلت عدة أمور قوضت الممارسات الطبية للشعوب الأصلية. زكانت بداية في الاضطهاد الديني من العمل الكاثوليكي والأديان الإنجيلية البروتستانتية ومن ثم عبر حظر المؤسسات الكاثوليكية أعضائها عن استشارة المعالجين التقليديين. ازدادت أعداد أتباع الحركة الكاثوليكيَّة الكاريزمية وهي حركة دينية لديها عقلية محددة لزيادة عدد المتحولين الكاثوليك. في منتصف القرن العشرين، خشى الغواتيماليين الكاثوليك من أن تصبح الكاثوليكية أقلية في البلاد مع ازدياد أعداد المتحولين للبروتستانتية. بدأ العديد من الكاثوليك في التحول إلى البروتستانتية خلال هذه الفترة الزمنية. وكان هناك عدد قليل من الكهنة الغواتيماليين الأصليين لأن مهمة التبشير كانت معظمها من قبل المبشرين من الولايات المتحدة. ازداد نفوذ الكاثوليكية الكاريزمية مع زيادة أعداد الكهنة الغواتيماليين، والتي أدَّت إلى إعادة إحياء داخل الكنيسة ككل.

## ديموغرافيا

### التعداد السكاني

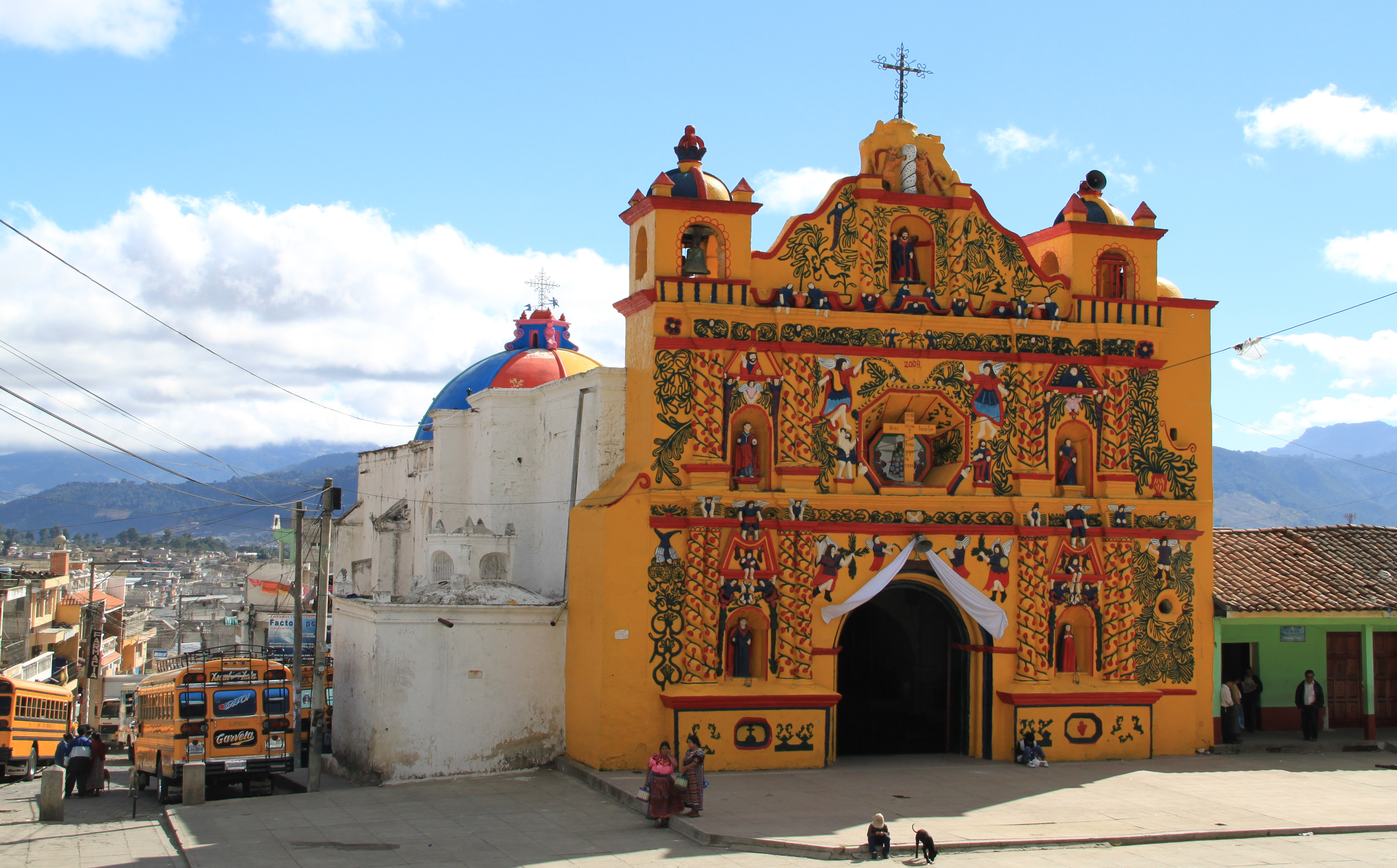
كنيسة في سان أندريس خيكول.

| الديانة في غواتيمالا       | الديانة في غواتيمالا | الديانة في غواتيمالا | الديانة في غواتيمالا | الديانة في غواتيمالا | الديانة في غواتيمالا | الديانة في غواتيمالا |
| تعداد                      | الكنيسة الكاثوليكية  | البروتستانتية        | مجمل المسيحيون       | لادينية              | أديان أخرى           |                      |
| -------------------------- | -------------------- | -------------------- | -------------------- | -------------------- | -------------------- | -------------------- |
| نوفمبر 1978                | 82.9%                | 12.7%                | 95.6%                | 4.4%                 |                      |                      |
| ديسمبر 1984                | 69.6%                | 24.7%                | 94.3%                | 4.5%                 | 1.2%                 |                      |
| مارس 1991                  | 63.3%                | 21.1%                | 84.4%                | 13.9%                | 1.7%                 |                      |
| مايو 1995                  | 65.0%                | 22.0%                | 87.0%                | 12.0%                | 1.0%                 |                      |
| أكتوبر 2000 حتى يناير 2001 | 55.1%                | 25.5%                | 80.6%                | 17.4%                | 2.0%                 |                      |
| فبراير 2002                | 57.4%                | 28.9%                | 86.3%                | 11.6%                | 2.1%                 |                      |
| يونيو 2007                 | 48.4%                | 33.1%                | 81.5%                | 16.1%                | 1.8%                 |                      |
| أبريل حتى مايو 2009        | 53.8%                | 34.1%                | 87.9%                | 10.6%                | 1.5%                 |                      |
| أغسطس 2010                 | 47.2%                | 39.5%                | 86.7%                | 12.3%                | 1.0%                 |                      |

## الطوائف المسيحية

### الكاثوليكية

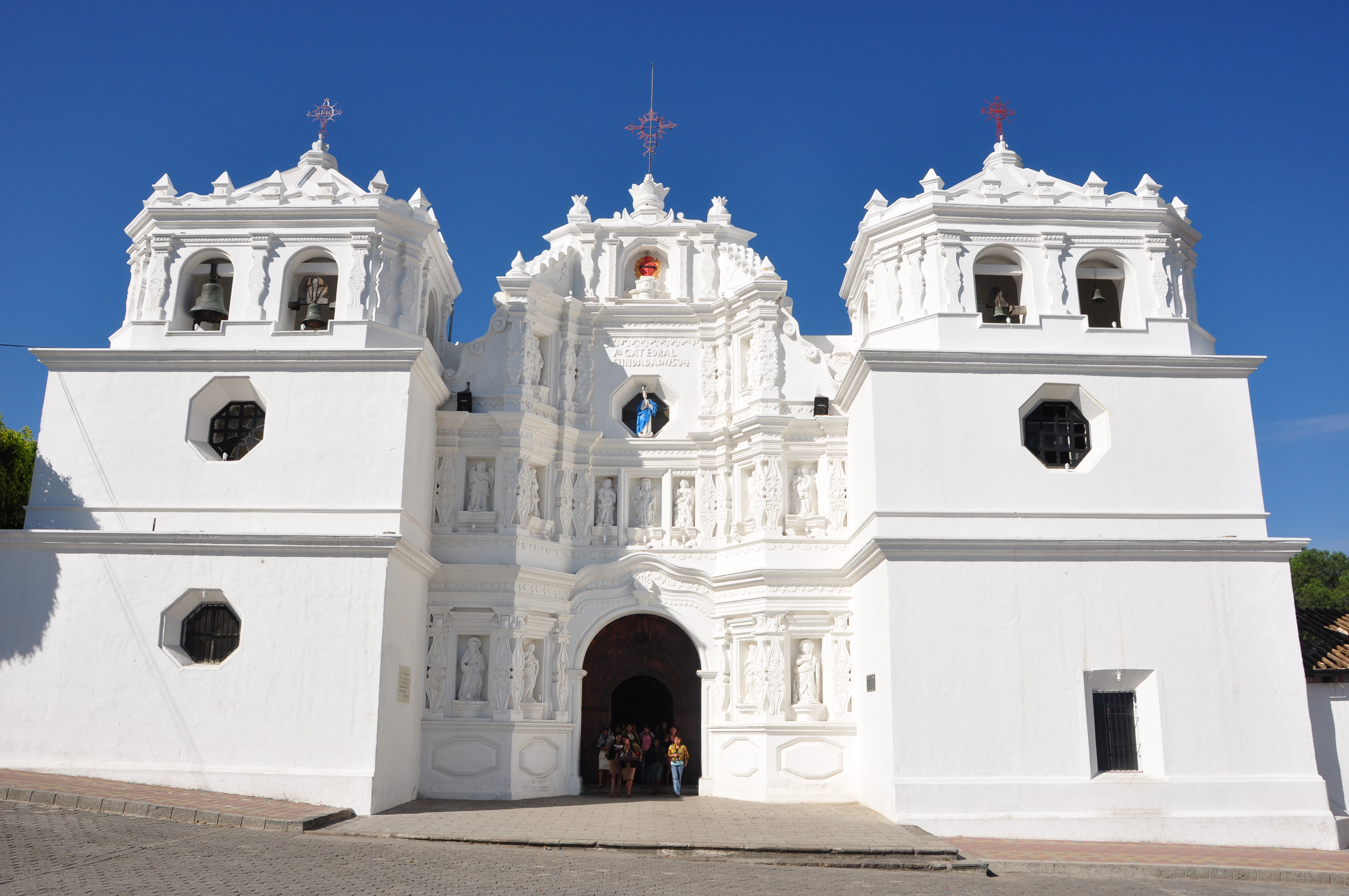
كاتدرائية الحبل بلا دنس في سيوداد فيجا.

الكنيسة الكاثوليكية الغواتيماليَّة هي جزء من الكنيسة الكاثوليكية العالمية في ظل القيادة الروحية للبابا في روما والمؤتمر الأسقفي الغواتيمالي، يعتنق أغلب الغواتيماليين المسيحية ديناً على المذهب الروماني الكاثوليكي، الذي يعدّ أكبر مذهب في البلاد، حيث وفقًا للتعداد السكاني من عام 2014 يعتبر حوالي 47.0% من الغواتيماليين أنفسهم كاثوليك أي حوالي سبعة ملايين نسمة.
كانت الكاثوليكية دين الدولة الرسمي خلال الحقبة الإستعمارية. ومن الشائع أيضاً دمج بعض ممارسات المايا الوثنية ذات الصلة في المجتمع الغواتيمالي من خلال مراسم العبادة الكاثوليكية عندما تتماشى مع معنى العقيدة الكاثوليكية وهي ظاهرة تعرف باسم الأقلمة.
قبل استعمار إسبانيا لغواتيمالا، كان سكان المنطقة يُمارسون ديانة المايا التقليدية. وعندما استعمرت إسبانيا غواتيمالا في القرن السادس عشر، جلبوا معهم الكاثوليكية الرومانية. في النهاية، تم اعلان الكاثوليكية يمثابة الدين الرسمي للبلاد، وبينما اعتنق معظم الغواتيماليين، قام البعض بدمج المسيحية مع العديد من ممارساتهم الثقافية التقليدية للمايا. لقد اختلطت عقيدة المايا بعقيدة المستعمر الإسباني الكاثوليكية. خلال الحقبة الإستعمارية قامت الكنيسة الكاثوليكية ببناء المدارس والجامعات الأولى في البلاد، والتي تطورت حولها تدريس القانون المدني والكنسي، واللاهوت، والفلسفة، والطب واللغات الأصلية.
في عام 1821، نالت غواتيمالا الاستقلال عن الإمبراطورية الإسبانية. ولم تُدرج حرية الدين في دستورها إلا بعد أن أصبحت غواتيمالا حكومة خاضعة للسيطرة الديمقراطية. على الرغم من أن الكاثوليكية لم تعد الديانة الرسمية في غواتيمالا، فإن الكنيسة الكاثوليكية هي الوحيدة المعترف بها رسميًا من قبل الحكومة ككيان قانوني. يجب على الديانات الأخرى تقديم طلب إلى الحكومة للحصول على حالة الاعتراف والإعفاء الضريبي.

### البروتستانتية

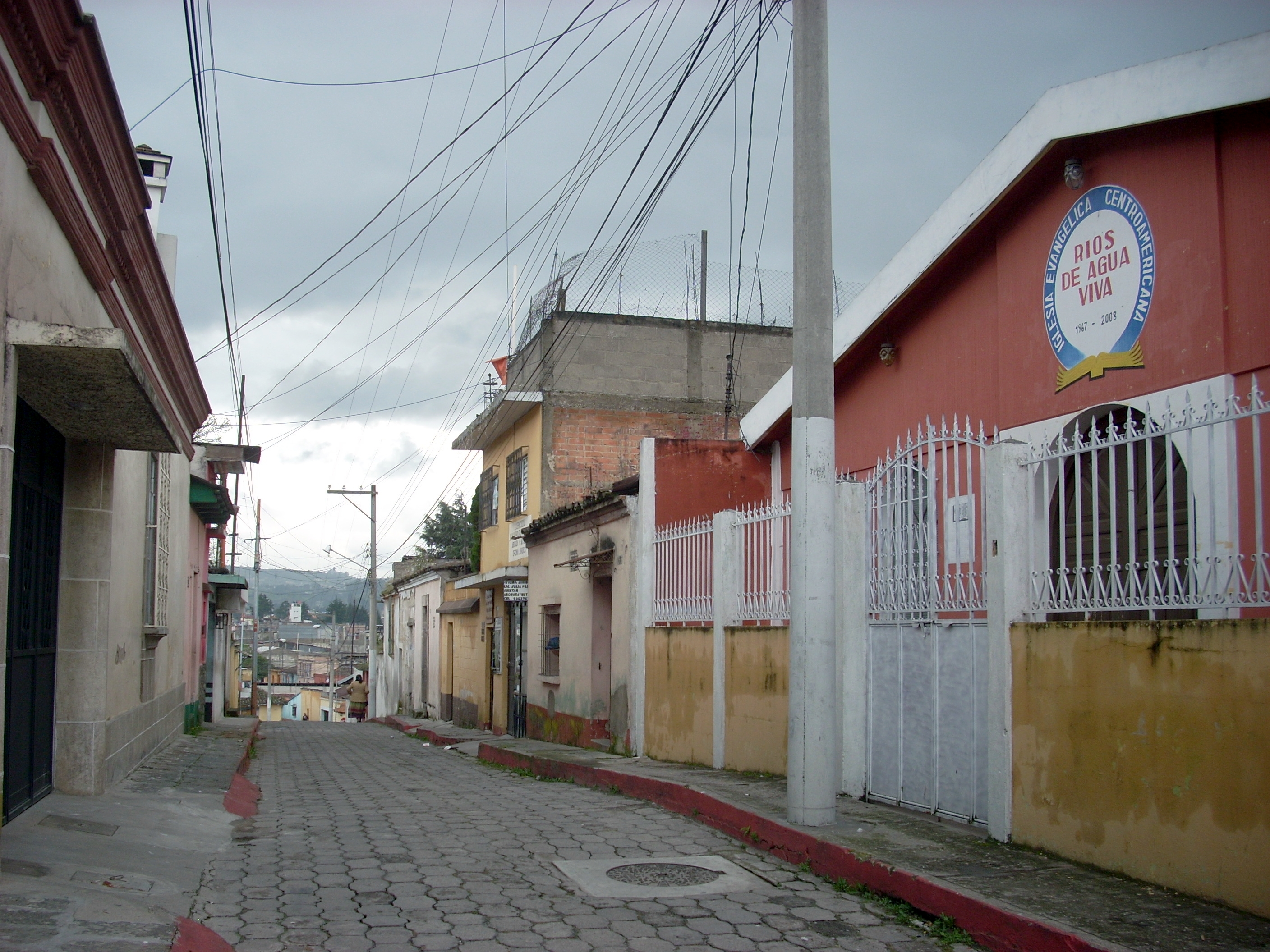
كنيسة إنجيلية في كويتزالتينانغو.

بدأ البروتستانت لأول مرة للوصول إلى غواتيمالا في عام 1882 نتيجة لرغبة الرئيس خوستو روفينو باريوس للطعن في سلطة الكنيسة الرومانية الكاثوليكية. ودعا العديد من المبشرين المشيخيين، والميثوديين والمعمدانيين، ولكن فقط عندما وصل المبشرين الخمسينيين من الولايات المتحدة رأت غواتيمالا تدفق في المتحولين البروتستانتية. وظل البروتستانت جزءًا صغيرًا من السكان حتى أواخر القرن العشرين، عندما شهدت مجموعات بروتستانتية مختلفة طفرة ديموغرافية تزامنت مع تزايد العنف خلال الحرب الأهلية في غواتيمالا. رئيسان غواتيماليان وهما كل من خورخي سيرانو إلياس والجنرال إفراين ريوس مونت والتي اتسمت الفترة التي قضوها في منصبهم الحرب الأهلية في غواتيمالا من البروتستانت. وهما الرئيسان البروتستانتيان الوحيدان في تاريخ أمريكا اللاتينية. حالياً أجزاء كبيرة من السكان المايا من البروتستانت، وخاصًة من السكان في المرتفعات الشمالية. وعلى الرغم من النفوذ الكاثوليكي، فقد انتشرت البروتستانتية بشكل ملحوظ في العقود الأخيرة. أكثر من ثلث الغواتيماليين بروتستانت وهم من إنجيليين أو الخمسينيين. وبدءًا من عقد عام 1959، بعد أن بدأ فيدل كاسترو الثورة الكوبية، أصبح الفاتيكان على وعي متزايد بعدد المبشرين البروتستانت القادمين إلى أمريكا اللاتينية. بعد هذا الإدراك، سافر العديد من الكهنة والمبعثين الكاثوليك إلى أمريكا اللاتينية لزيادة عدد الكهنة. على مدى العقود القليلة الماضية، نمت البروتستانتية في جميع أنحاء المنطقة. ولدى غواتيمالا حاليًا أكبر نسبة من البروتستانت في أمريكا اللاتينية (حوالي 40%). أكبر الطوائف البروتستانتية الموجودة في غواتيمالا اليوم هي المشيخية، والخمسينية، واللوثرية، والكنيسة المعمدانية.
العديد من البروتستانت الإنجيليين يعتبرون محافظين سياسياً ودينياً، ويلتقي ممثلون من الرومان الكاثوليك والبروتستانت والمسلمين وأتباع أديان المايا التقليديَّة كل شهرين أو ثلاثة أشهر من السنة من أجل الحوار بين الأديان في منتدى غواتيمالا لمناقشة عدة مواضيع مختارة مثل القضايا الاجتماعية والسياسية. وفي بداية عقد 1960 من القرن الماضي، انضم الأساقفة الكهنة الكاثوليك أيضاً إلى جانب البروتستانت للعمل مع السكان الأصليين في المايا لخلق أساس للقيادة المحليَّة، وتحسين مستوى الصحة والتعليم، وكذلك تنظيم التعاونيات. الرئيس الحالي للبلاد هو جيمي موراليس استلم المنصب في 14 يناير 2016 ليخلف الرئيس السابق أليخاندرو مالدونادو أغيري، وهو مسيحي إنجيلي. كما أنه حاصل على درجة بكالوريوس إدارة أعمال من جامعة سان كارلوس ودرجة في الإلهيات. وقد قام جيمي موراليس، والذي يحظى بدعم شعبي من المسيحيين الإنجيليين المحافظين بنقل سفارة بلاده للقدس بعد يومين من نقل السفارة الأمريكية للمدينة في منتصف مايو عام 2018.

### الأرثوذكسية

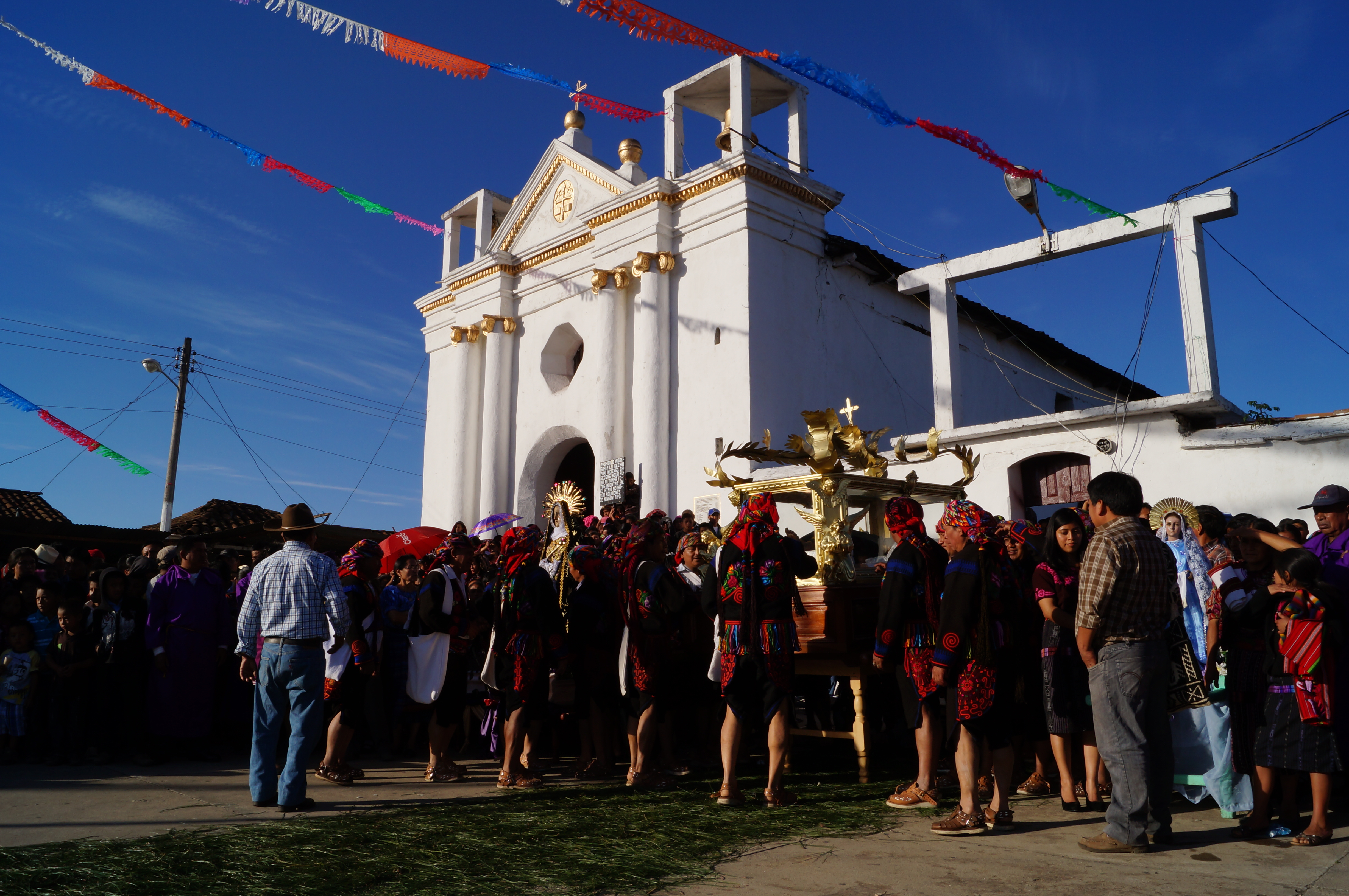
مسيحيين من المايا خلال احتفال ديني.

يعود التواجد الأول للكنيسة الأرثوذكسية الشرقية في غواتيمالا من خلال موجات الهجرة المسيحية الشرقيَّة من بلاد الشام وروسيا واليونان. وأعلن مؤخراً أن عدد أعضاء الكنيسة الأرثوذكسية الكاثوليكية في غواتيمالا يبلغ 520,000 شخص بالتواصل مع بطريركية القسطنطينية المسكونية. تمتلك الكنيسة عضوية تقريبية بنحو 527,000 من المؤمنين والموعوظين وهم بأغلبية ساحقة من السكان الأصليين حيث لهم 334 كنيسة في غواتيمالا وجنوب المكسيك، مع 12 من رجال الدين و14 من الإكليريكيين 14 الذين يساعدهم في خدمتهم الرعوية 250 من الكهنة و380 من معلمي التعليم المسيحي. تقع المكاتب الإدارية للكنيسة على 280 فدان من الأرض، مع كلية ومدرستين و12 معلماً. بالإضافة إلى ذلك، يقع الدير على مساحة 480 فدان. يندرج حالياً أربعة عشر طالباً من غواتيمالا بمنحة دراسية كاملة في معهد القديس غريغوريوس نازيانزن اللاهوتي الأرثوذكسي لدرجة إجازة في البرنامج. البرنامج معتمد بشكل كامل من قبل قسم التعليم من المتروبوليس المقدس. شهدت الكنيسة الأرثوذكسية الشرقية في غواتيمالا نمواً، مع مئات الآلاف من المتحولين في السنوات الخمس الماضية، وتم البلاد على أعلى نسبة من أتباع الأرثوذكس في نصف الأرض الغربي.

### المورمونية
يتبع كنيسة يسوع المسيح لقديسي الأيام الأخيرة في الوقت الراهن أكثر من 215,000 عضو في غواتيمالا، وهو ما يمثل حوالي 1.65% من سكان البلاد حسب تقديرات عام 2008. عُمّد أول عضو في كنيسة قديسي الأيام الأخيرة في غواتيمالا في عام 1948. وقد نمت العضوية إلى 10,000 بحلول عام 1966، وبعد 18 عاماً مع بناء معبد غواتيمالا سيتي عام 1984، ارتفعت العضوية إلى 40,000. بحلول عام 1998 تضاعف العدد أربع مرات إلى 164,000 ولا تزال الكنيسة تجذب العديدين في غواتيمالا؛ أعلنت بدء أعمال البناء في معبد غواتيمالا كويتزالتينانغو  وهو ثان معبد لها في البلاد.

## الإلترام الديني

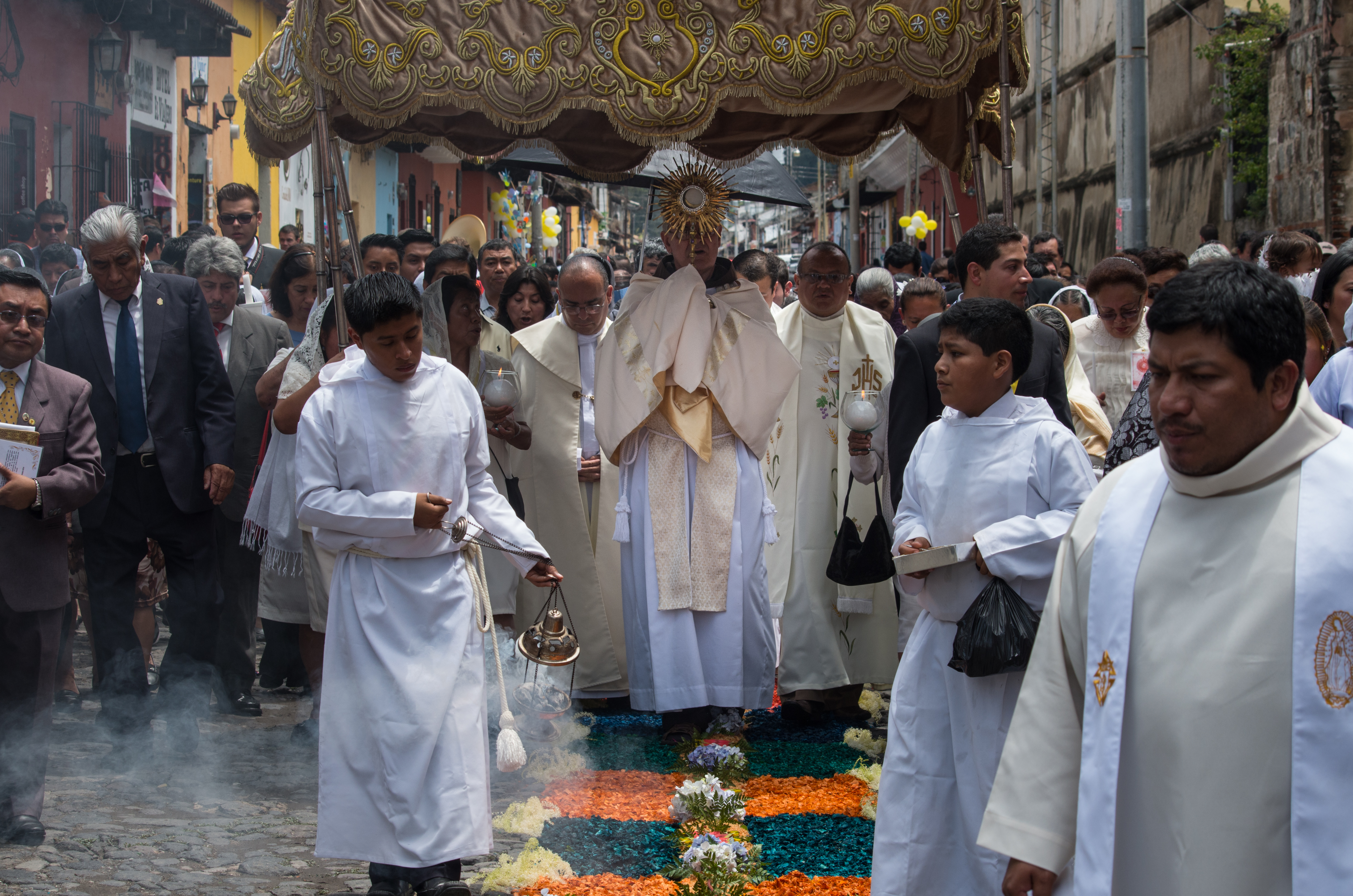
كاثوليك خلال مسيرة دينية في عيد كوربوس كريستو.

وجدت دراسة قامت بها مركز بيو للأبحاث عام 2014 أنَّ حوالي 89% من مسيحيي غواتيمالا يعتبرون للدين أهميَّة في حياتهم، ويؤمن 99% من كل من الكاثوليك والبروتستانت بالله، ويؤمن 80% من الكاثوليك وحوالي 86% من البروتستانت بحرفيَّة الكتاب المقدس. وقد وجدت دراسة قامت بها مركز بيو للأبحاث عام 2014 أنَّ حوالي 74% من المسيحيين يُداومون على حضور القداس على الأقل مرة في الأسبوع. في حين أنَّ 82% من المسيحيين يُداومون على الصلاة يوميًا.
على المستوى المذهبي وجدت الدراسة أنَّ البروتستانت هي المجموعات الدينية التي تملك أعلى معدلات حضور وانتظام للطقوس الدينية مع وجود أغلبية من الملتزمين دينيًا. عمومًا يعتبر البروتستانت الإنجيليين أكثر تدينًا من الكاثوليك؛ وقد وجدت دراسة قامت بها مركز بيو للأبحاث عام 2014 أنَّ حوالي 87% من البروتستانت يُداوم على الصلاة يوميًا بالمقارنة مع 83% من الكاثوليك. ويقرأ حوالي 66% من البروتستانت الكتاب المقدس أسبوعيًا على الأقل بالمقارنة مع 44% من الكاثوليك. ويُداوم 87% من البروتستانت على حضور القداس على الأقل مرة في الأسبوع بالمقارنة مع 72% من الكاثوليك. ويصُوم حوالي 61% من البروتستانت خلال الصوم الكبير بالمقارنة مع 45% من الكاثوليك. ويُقدم حوالي 69% من البروتستانت الصدقة أو العُشور، بالمقارنة مع 32% من الكاثوليك. وقال حوالي 46% من البروتستانت أنهم يشتركون في قيادة مجلس الكنيسة أو مجموعات صلاة صغيرة أو التدريس في مدارس الأحد، بالمقارنة مع 26% من الكاثوليك.

### القضايا الاجتماعية والأخلاقية
عمومًا يعتبر البروتستانت أكثر محافظة اجتماعيًة بالمقارنة مع الكاثوليك؛ يعتبر حوالي 98% من البروتستانت الإجهاض عمل غير أخلاقي بالمقارنة مع 94% من الكاثوليك، ويعتبر حوالي 93% من البروتستانت المثلية الجنسية ممارسة غير اخلاقية وخطيئة بالمقارنة مع 89% من الكاثوليك، حوالي 96% من البروتستانت يعتبر شرب الكحول عمل غير أخلاقي بالمقارنة مع 89% من الكاثوليك، ويعتبر حوالي 83% من البروتستانت العلاقات الجنسية خارج إطار الزواج ممارسة غير أخلاقية بالمقارنة مع 80% من الكاثوليك، ويعتبر حوالي 74% من البروتستانت الطلاق عمل غير أخلاقي بالمقارنة مع 69% من الكاثوليك.